# Alfonso González y Lozano
Alfonso González y Lozano   (Lillo, 21 de febrer de 1856 - Torrelodones, 31 de març de 1912) va ser un polític espanyol, ministre de Governació durant la regència de Maria Cristina d'Habsburg-Lorena.
Fill de l'exministre Venancio González y Fernández, com a membre del Partit Liberal concorre a les eleccions de 1881 obtenint acta de diputat al Congrés per la província de Toledo, escó que tornarà a obtenir en 1886 i en les successives conteses electorals celebrats entre 1893-1901.
Va ser ministre de Governació entre el 23 de juliol de 1901 i el 19 de març de 1902. en un gabinet que presidí Sagasta.